# Okalew (województwo łódzkie)
Okalew – wieś w Polsce położona w województwie łódzkim, w powiecie wieluńskim, w gminie Ostrówek.
W latach 1975–1998 miejscowość położona była w województwie sieradzkim.
We wsi działa jednostka OSP. 
W lesie, 2 km od wsi odkryto cmentarzysko kurhanowe kultury trzcinieckiej datowane na lata 1500–1300 p.n.e. Cmentarzysko składa się z 16 kurhanów o średnicy mogił od 7 do 25 m, a wysokości od 40 do 120 cm. Zmarłych grzebano w jamach grobowych usytuowanych w centrum kurhanu. W większości były to groby pojedyncze. Zachowane mogiły tworzą ciekawy element krajobrazowy.
W 2006 wydano "Monografię gminy Ostrówek" w której można znaleźć wiele szczegółowych informacji na temat wsi Okalew.